# ホドリゴ・バルボーザ・タバタ
ホドリゴ・タバタ（Rodrigo Tabata）こと、ホドリゴ・バルボーザ・タバタ（Rodrigo Barbosa Tabata、1980年11月19日 - ）は、ブラジル・サンパウロ州出身のサッカー選手。日系3世、カタール代表。ポジションはミッドフィールダーで主にトップ下。

## 経歴
2004年にゴイアスECに加入し頭角を現した。複数のクラブからオファーを受け、2006年にサントスFCへ加入すると10番を背負った。ワールドカップの年であり、日本代表招集の噂もあった。
2008-09シーズンにトルコのガズィアンテプスポルに移籍し初の欧州挑戦ながら10番を背負いクラブの主力として活躍し、2009-10シーズンはベシクタシュJKに移籍した。
2011年にカタール・スターズリーグのアル・ラーヤンSCに加入。2011-12シーズンでは17得点9アシストを記録し、同リーグの年間最優秀選手に選出された。
2020年7月にカタール・スターズリーグのアル・サッドに移籍。

## 人物
サントスFCの10番を背負った日系人ということで、注目を浴びた。本人はワールドカップ出場の思いは強いが、ブラジル代表は層が厚いため可能性が低い。しかし幸いにも代表歴がないため、日本国籍を取得して日本代表として出場したいとNHKの特集でコメントしたことがあるものの、最終的にはカタール国籍を取得して同国代表となった。
一般的に日系ブラジル人は勤勉で温厚とされているが、彼は気性が荒く、感情を表に出すプレーを見せる。故にラフプレーや審判への抗議で警告を受けることも少なくない。ボールをもらい積極的に前へ出るタイプであり、パサーとしての役割も務める。フリーキックの名手である。

## 獲得タイトル
クラブ
アル・ラーヤン
- カタール・スターズリーグ : 2015-16
- シェイク・ジャシムカップ : 2011-12, 2012-13, 2017-18
- アミールカップ : 2012-13

アル・サッド
- カタール・スターズリーグ : 2020-21, 2021-22
- シェイク・ジャシムカップ : 2013-14
- アミールカップ : 2013-14, 2019-20, 2020-21
- カタール・カップ : 2021
- カタール・スターズカップ :2020

個人
- QFAアワーズ : 2012, 2016